# Thorn (Holandia)
Thorn – atrakcyjna turystycznie miejscowość w południowej Holandii, w prowincji Limburgia, w gminie Maasgouw.

## Historia
Thorn powstało jako opactwo założone przez biskupa Utrechtu około 975 roku. Następnie jako siedziba biskupa, okolice Thorn stały się samodzielnym księstwem wchodzącym w skład Świętego Cesarstwa Rzymskiego. Sytuacja taka utrzymała się aż do 1797 roku, kiedy to po zdobyciu miejscowości przez Francuzów, księstwo Thorn zostało zlikwidowane. Ponadto podczas najazdu zburzono wszystkie zabudowania klasztoru, a z księstwa pozostała jedynie niewielka miejscowość istniejąca do dziś.
W przeszłości, dowiedziawszy się o istnieniu polskiego miasta o podobnej nazwie - Torunia (niem. Thorn), władze Thorn zdecydowały o zaczerpnięciu motywów z jego herbu, przez co obecnie herby miasta Thorn i Torunia wykazują duże podobieństwo.

## Turystyka
Największą atrakcją miejscowości jest biały kolor wszystkich zabudowań; z tego względu Thorn nazywane jest Białe miasteczko (hol. het witte stadje). Tradycja malowania domów na biało, utrzymywana od wieków, znana jest w całej Holandii.

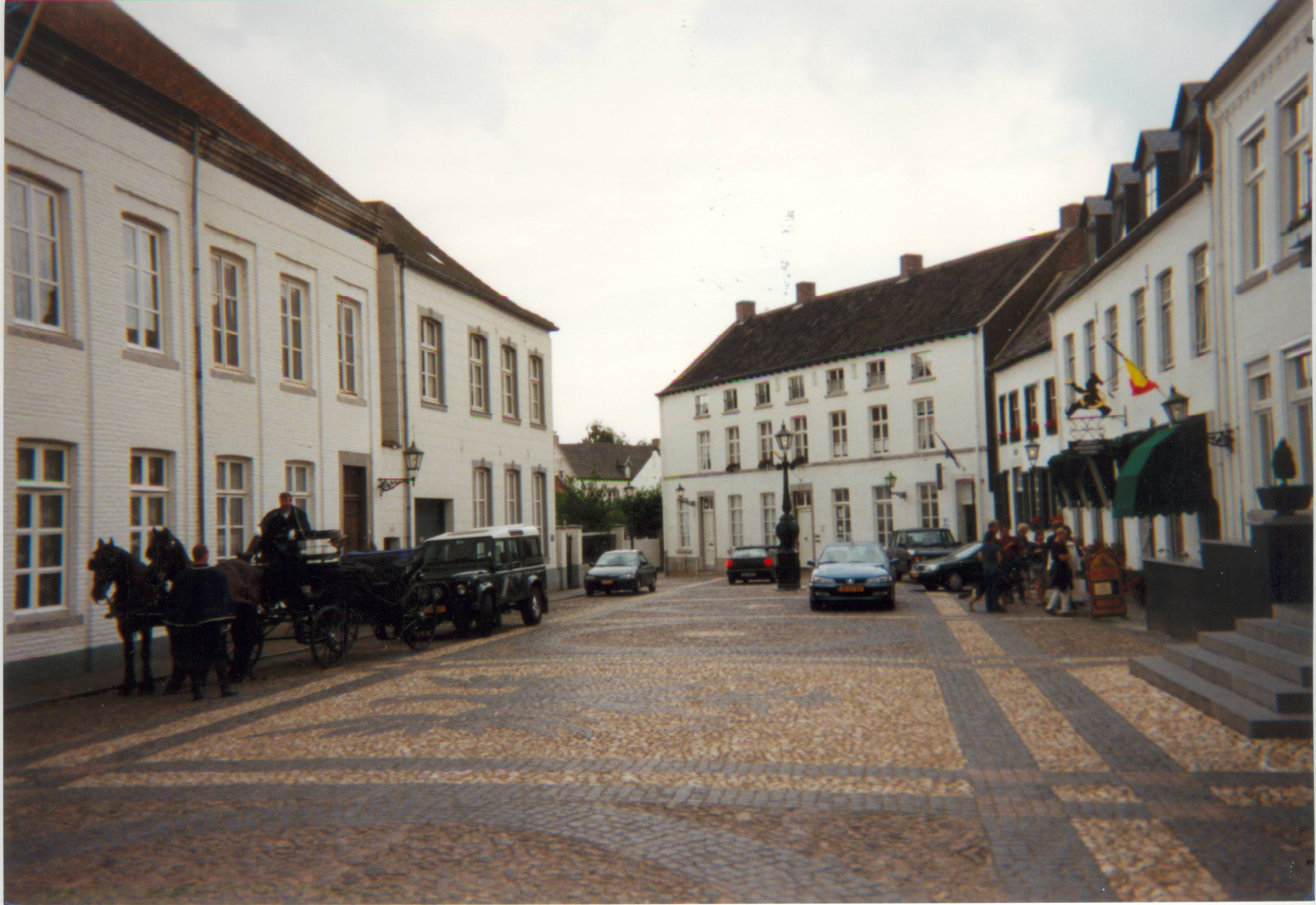
Typowa ulica w Thorn

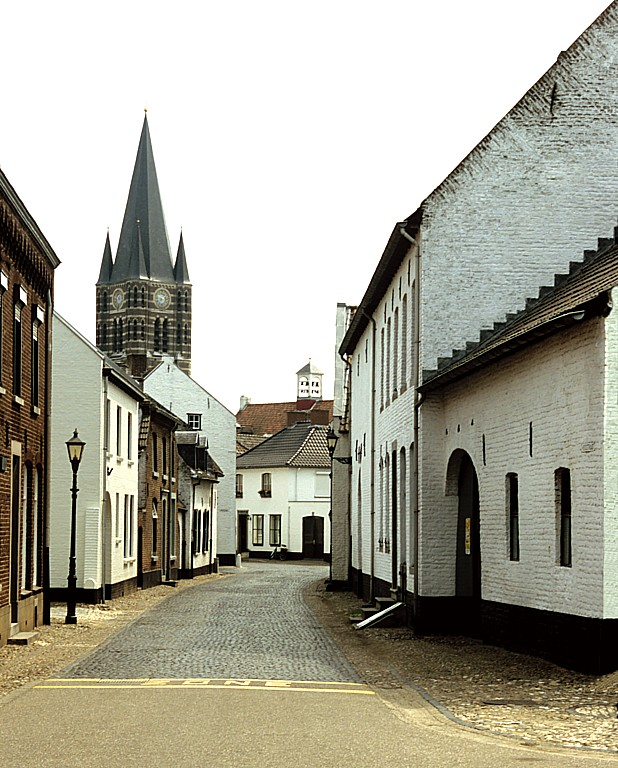
Widok na kościół